# Satellite (Lena Meyer-Landrut)
Satellite är en låt med Lena Meyer-Landrut, komponerad av Julie Frost och John Gordon och med text av Julie Frost, framförd på engelska. Den representerade Tyskland i Eurovision Song Contest 2010. Låten valdes fram av tyska folket genom telefonröstning i tävlingen Unser Star für Oslo 2010 ("Vår stjärna till Oslo 2010") den 12 mars 2010 och fanns för digital nedladdning följande dag. Satellite debuterade på den tyska topplistan som nummer ett och har sedan dess sålt dubbel platina. Den 29 maj vann låten Eurovision Song Contest 2010 med 246 poäng.
I Dansbandskampen 2010 tolkades låten av Willez.

## Produktion
Satellite är en specialskriven låt till finalen av Unser Star für Oslo där de båda finalisterna (Lena Meyer-Landrut och Jennifer Braun) fick framträda med låten. Därför finns det även en version av Satellite med Jennifer Braun.

## Release
Den 13 mars 2010 släpptes alla sex låtarna från finalen av Unser Star für Oslo 2010 för digital nedladdning.
Satellite finns även på Lena Meyer-Landruts debutalbum My Cassette Player som släpptes den 7 maj 2010.

## Listplaceringar och certifieringar
| Lista (2010)             | Topplacering |
| ------------------------ | ------------ |
| Australien               | 37           |
| Belgien (Flandern)       | 4            |
| Belgien (Vallonien)      | 6            |
| Danmark                  | 1            |
| European Hot 100 Singles | 1            |
| Finland                  | 1            |
| Ungern                   | 3            |
| Irland                   | 2            |
| Nederländerna            | 5            |
| Norge                    | 1            |
| Schweiz                  | 1            |
| Slovakien                | 6            |
| Spanien                  | 23           |
| Storbritannien           | 30           |
| Sverige                  | 1            |
| Tjeckien                 | 25           |
| Tyskland                 | 1            |
| Österrike                | 2            |

| Land     | Certifiering |
| -------- | ------------ |
| Tyskland | 2 × Platina  |
| Sverige  | Guld         |
| Schweiz  | Platina      |

### Fotnoter
1. ↑  ”Lena siegt in Oslo” (på tyska). Zeit. http://www.zeit.de/kultur/musik/2010-05/eurovision-song-contest-lena-2. Läst 3 juni 2010.
2. ↑  ”Listplacering”. http://australian-charts.com/showitem.asp?interpret=Lena+Meyer-Landrut&titel=Satellite&cat=s. Läst 5 maj 2011.
3. ↑  ”Listplacering”. http://www.ultratop.be/nl/showitem.asp?interpret=Lena+Meyer-Landrut&titel=Satellite&cat=s. Läst 5 maj 2011.
4. ↑  ”Listplacering”. http://www.ultratop.be/fr/showitem.asp?interpret=Lena+Meyer-Landrut&titel=Satellite&cat=s. Läst 5 maj 2011.
5. ↑  ”Listplacering”. Arkiverad från originalet den 22 juli 2010. https://web.archive.org/web/20100722071628/http://danishcharts.com/showitem.asp?interpret=Lena+Meyer%2DLandrut&titel=Satellite&cat=s. Läst 5 maj 2011.
6. ↑  ”Listplacering”. http://finnishcharts.com/showitem.asp?interpret=Lena+Meyer-Landrut&titel=Satellite&cat=s. Läst 5 maj 2011.
7. ↑  ”Listplacering”. http://dutchcharts.nl/showitem.asp?interpret=Lena+Meyer-Landrut&titel=Satellite&cat=s. Läst 5 maj 2011.
8. ↑  ”Listplacering”. http://norwegiancharts.com/showitem.asp?interpret=Lena+Meyer-Landrut&titel=Satellite&cat=s. Läst 5 maj 2011.
9. ↑  ”Listplacering”. http://hitparade.ch/showitem.asp?interpret=Lena+Meyer-Landrut&titel=Satellite&cat=s. Läst 5 maj 2011.
10. ↑  ”Listplacering”. http://spanishcharts.com/showitem.asp?interpret=Lena+Meyer-Landrut&titel=Satellite&cat=s. Läst 5 maj 2011.
11. ↑  ”Listplacering”. http://swedishcharts.com/showitem.asp?interpret=Lena+Meyer-Landrut&titel=Satellite&cat=s. Läst 5 maj 2011.
12. ↑  ”Listplacering”. http://austriancharts.at/showitem.asp?interpret=Lena+Meyer-Landrut&titel=Satellite&cat=s. Läst 5 maj 2011.
13. ↑  ”Bundesverband Musikindustrie: Gold-/Platin-Datenbank” (på tyska). http://www.musikindustrie.de/gold_platin_datenbank/. Läst 27 november 2010.
14. ↑  ”Sverigetopplistan”. http://www.sverigetopplistan.se/. Läst 27 november 2010.
15. ↑  ”The Official Swiss Charts and Music Community” (på engelska). Arkiverad från originalet den 26 maj 2010. https://web.archive.org/web/20100526021757/http://swisscharts.com/awards.asp?year=2010. Läst 27 november 2010.